# Ясенець-Кольонія
Ясенець-Кольонія (пол. Jasieniec-Kolonia) — село в Польщі, у гміні Зволень Зволенського повіту Мазовецького воєводства.
Населення — 156 осіб (2011).
У 1975-1998 роках село належало до Радомського воєводства.

## Демографія
Демографічна структура станом на 31 березня 2011 року:
|          | Загалом | Допрацездатний вік | Працездатний вік | Постпрацездатний вік |
| -------- | ------- | ------------------ | ---------------- | -------------------- |
| Чоловіки | 81      | 11                 | 59               | 11                   |
| Жінки    | 75      | 14                 | 41               | 20                   |
| Разом    | 156     | 25                 | 100              | 31                   |